# Галинсога
Галинсо́га (лат. Galinsoga) — род растений семейства Астровые, включает в себя около 20 видов, произрастающих в Южной и Центральной Америке.
Впервые были завезены в Европу из Перу в 1796 году, после чего начали активно распространяться благодаря своей высокой плодовитости. Два вида — галинсога мелкоцветковая (Galinsoga parviflora) и галинсога четырёхлучевая (Galinsoga quadriradiata) — широко распространённые сорняки в Евразии.

## Название
Научное название рода дано в честь хранителя ботанического сада в Мадриде Мартинеса Галинсоги (исп. Ignacio Mariano Martinez de Galinsoga). В русскоязычной литературе и интернет-ресурсах встречается также вариант написания «галинзога», являющийся менее точной транскрипцией с точки зрения фонетики.

## Ботаническое описание
Однолетние травянистые растения. Листья супротивные.
Цветочные корзинки многоцветковые, мелкие, полушаровидные. Верхушечные и пазушные, собранные в рыхлые зонтики на ножках. Обёртка одно- или двурядная, обычно из 5 овальных или яйцевидных, почти одинаковых листочков.
Краевые цветки пестичные, язычковые, белые, кремовые или розоватые, 4-5 штук. Внутренние — обоеполые трубчатые желтые, пыльники при основании с придатком (хвостатые). Цветоложе коническое, прицветники пленчатые, на верхушке трехраздельные или бахромчатые.
Семянки обратнопирамидальные или (краевые) более или менее сжатые, мелкоопушенные, на верхушке с хохолком — у срединных семянок из реснитчатых удлиненных пленок, у краевых семянок из коротких волосков.

## Распространение и экология
Первичный ареал охватывает Северную и Южную Америки, как заносное растение встречается во всех частях света. На территории России виды в качестве сорных растений быстро расширяют области произрастания. При уточнении ботанической классификации и включении в род новых видов к природному ареалу Американского континента добавились регионы центральной и южной Европы — Испания, Германия, Югославия.

## Классификация

### Таксономия[6]
Galinsoga Ruiz & Pav., 1794, Prod. Fl. Per. 110, t. 24.
Род Галинсога относится к семейству Астровые (Asteraceae) порядка Астроцветные (Asterales). Кладограмма в соответствии с Системой APG IV:
|  |                                      |  |                                   |                                   |                    |  | ещё 10 семейств |               |               |                                                                               |
|  |                                      |  |                                   |                                   |                    |  |                 |               |               | 12 подтвержденных и 9 в статусе "непроверенных" видов и инфравидовых таксонов |
|  |                                      |  |                                   | порядок Астроцветные              |                    |  |                 |               | род Галинсога |                                                                               |
|  |                                      |  |                                   | порядок Астроцветные              |                    |  |                 |               | род Галинсога |                                                                               |
|  | отдел Цветковые, или Покрытосеменные |  |                                   |                                   | семейство Астровые |  |                 |               |               |                                                                               |
|  | отдел Цветковые, или Покрытосеменные |  |                                   |                                   |                    |  |                 |               |               |                                                                               |
|  |                                      |  | ещё 63 порядка цветковых растений | ещё 63 порядка цветковых растений |                    |  |                 | ещё 1804 рода | ещё 1804 рода |                                                                               |
|  |                                      |  |                                   | ещё 63 порядка цветковых растений |                    |  |                 |               | ещё 1804 рода |                                                                               |

## Виды
- в статусе подтвержденных ('accepted')
  - Galinsoga amboensis  D.L.Schulz 
  - Galinsoga boliviensis  Canne 
  - Galinsoga caligensis  Canne 
  - Galinsoga crozierae  Panero 
  - Galinsoga longipes  Canne 
  - Galinsoga mollis  McVaugh 
  - Galinsoga parviflora  Cav.  — Галинсога мелкоцветковая
  - Galinsoga quadriradiata  Ruiz & Pav.  — Галинсога четырёхлучевая, Галинсога реснитчатая
  - Galinsoga spellenbergii  B.L.Turner 
  - Galinsoga subdiscoidea  Cronquist 
  - Galinsoga triradiata  Canne 
  - Galinsoga unxioides  Griseb.

- в статусе непроверенных ('unchecked')
  - Galinsoga brachiata  Spreng. 
  - Galinsoga ciliata f. vargasiana  (Thell.) Lousley 
  - Galinsoga discolor  Spreng. 
  - Galinsoga filiformis var. epapposa  B.L.Rob. 
  - Galinsoga megapotamica  Spreng. 
  - Galinsoga mixta  Murr 
  - Galinsoga pacajugo  Ruiz ex Roem. 
  - Galinsoga plikeri  Giacom. 
  - Galinsoga pringlei  D.L.Schulz 
  - Galinsoga repens
  - Galinsoga uniflora  Spreng.